# Lov na škampe s konjima u Oostduinkerkeu
Lov na škampe s konjima u Oostduinkerkeu (nizozemski: Paardenvisserij in Oostduinkerke) je jedinstven oblik izlova škampa koji je prepoznat kao UNESCO-ova nematerijalna svjetska baština 2013. godine.
Dvanaest domaćinstava u obalnom mjestu Oostduinkerke (od 1978. dio Koksijdea) aktivno se bavi lovom na škampe, svako specijalizirano za nešto, bilo za izradu mreža ili obuku Brabant konja (Belgijski konj). Dva puta tjedno, osim u zimskim mjesecima, snažni se Brabanti vode do prsa u more kod Oostduinkerkea, gdje paralelno s obalom vuku ljevkaste mreže koje otvorene drže dva drvena štapa. Lanac koji se vuče preko pijeska stvara vibracije koje tjeraju škampe da iskaču u mrežu. Škampolovci spremaju ulov, koji će se kasnije skuhati i pojesti, u korpe s obje strane sjedla.
Dobro poznavanje mora i plaže, zajedno s visokim osjećajem povjerenja i poštovanja za konje, su osnovni atributi škampolovaca.  Škampolovci djeluju po načelima zajedničkih kulturnih vrijednosti i zajedništva. Običaji daju zajednici snažan osjećaj kolektivnog identiteta i igra presudnu ulogu u društvenim i kulturnim događajima, uključujući dvodnevni Festival škampa za koji lokalna zajednica provodi višemjesečne pripreme izrađujući splavove, kostime i pripremajući ulične predstave. Parada škampa, koja privlači oko 10.000 posjetitelja svake godine, uključuje i natjecanje stotine djece u osnovama lova na škampe. Tada im iskusni škampolovci pokazuju tehnike i dijele svoja znanja o mrežama, plimama i morskim strujama.

## Vanjske poveznice
- Muzej pomorstva Navigo  Arhivirana inačica izvorne stranice od 14. lipnja 2015. (Wayback Machine) (fr.)
- Dany van Loo, 'Deze traditie heeft de eeuwen getrotseerd'  Arhivirana inačica izvorne stranice od 3. svibnja 2014. (Wayback Machine), Nieuwpoort 2. travnja 2009. (nizoz.)